# Hockey Club Castiglione 1979
Questa voce raccoglie le informazioni riguardanti l'Hockey Club Castiglione nelle competizioni ufficiali della stagione 1979.

## Maglie e sponsor
| 1ª divisa |